# Jobaria
Jobaria tiguidensis
Genre
Espèce
Jobaria est un genre éteint de grands dinosaures sauropodes eusauropodes,.
Les restes de ce dinosaure quadrupède herbivore ont été découverts dans la formation géologique de Tiourarén au Niger. L'âge des sédiments qui renfermaient ces fossiles était initialement daté du Crétacé inférieur (Hauterivien à Barrémien) soit il y a environ 130 Ma (millions d'années). En 2009, une nouvelle étude paléontologique des sédiments (poissons, invertébrés, vertébrés terrestres) révise sensiblement cette datation en lui attribuant un âge à la limite entre le Jurassique moyen (Bathonien terminal), et le Jurassique supérieur (Oxfordien inférieur), il y a environ entre 167 et 161 Ma (millions d'années). 
Une seule espèce est connue, l'espèce type, Jobaria tiguidensis, décrite par Paul Sereno et ses collègues en 1999.

## Étymologie
Jobaria est l'un des rares genres de dinosaures à ne pas être nommé d'après une racine latine ou grecque :
« Jobaria vient de Jobar, géants dans la mythologie des Touaregs qui peuplent le désert nigérien », explique le directeur national de l’institut de recherches en sciences humaines de Niamey, le Dr Abdoulaye Maga.
L’épithète spécifique tiguidensis vient de la falaise de Tiguidi au sud de l’Aïr.

## Description
Quadrupède, il pouvait aussi se tenir debout sur ses pattes postérieures. Il possédait 12 vertèbres cervicales, un cou assez court pour un sauropode et des dents larges en forme de ciseaux. C'est l'un des sauropodes les mieux connus car on a retrouvé plusieurs squelettes d'animaux adultes et juvéniles (on a rassemblé en tout 95 % d'un squelette complet).
On peut le considérer comme un sauropode primitif, car il est apparu à une époque où les sauropodes n'étaient pas encore nombreux (les iguanodontidés étaient plus courants).
Sa longueur totale est évaluée à 24 mètres pour une masse de 24 tonnes.

## Paléocologie
Jobaria, du moins ses spécimens non adultes, ont pu être la proie du théropode mégalosauridé Afrovenator.

## Classification
Jobaria est placé dans le clade des eusauropodes à la limite de celui des néosauropodes, comme le montre le cladogramme ci-dessous, de P. Martin Sander et ses collègues, réalisé en 2011 :
- Sauropoda
  - Melanorosaurus
  - 
    - Antetonitrus
    - 
      - Vulcanodon 
      - 
        - Spinophorosaurus
        - Eusauropoda
          - Shunosaurus 
          - 
            - Barapasaurus
            - 
              - Patagosaurus 
              - 
                - Mamenchisauridae
                  - Omeisaurus 
                  - Mamenchisaurus

                - 
                  - Cetiosaurus
                  - 
                    - Jobaria
                    - Neosauropoda
                      - Haplocanthosaurus 
                      - Diplodocoidea
                        - Rebbachisauridae
                          - Limaysaurus
                          - Nigersaurus 

                        - 
                          - Dicraeosauridae
                            - Amargasaurus 
                            - Dicraeosaurus 

                          - Diplodocidae
                            - Apatosaurus 
                            - Brontosaurus 
                            - 
                              - Barosaurus
                              - Diplodocus 

                      - Macronaria
                        - Camarasaurus
                        - Titanosauriformes
                          - Brachiosaurus 
                          - 
                            - Phuwiangosaurus
                            - Titanosauria
                              - Malawisaurus
                              - 
                                - Rapetosaurus 
                                - 
                                  - Isisaurus
                                  - 
                                    - Opisthocoelicaudia 
                                    - Saltasaurus